# Parc quasi national de Shokanbetsu-Teuri-Yagishiri
Le parc quasi national de Shokanbetsu-Teuri-Yagishiri (暑寒別天売焼尻国定公園, Shokanbetsu Teuri Yagishiri kokutei kōen) est un parc quasi national situé dans la partie sud-ouest de l'île de Hokkaidō au Japon. Créé le 1er août 1990, il s'étend sur 435,59 km2.